# دهستان راویز
کوهستان راویز نام کوهستانی در بخش کشکوئیه شهرستان رفسنجان، استان کرمان در ایران است. بر اساس سرشماری مرکز آمار ایران در سال ۱۳۸۵، جمعیت آن ۱۳۷۴ نفر (۳۹۲ خانوار) بوده‌است.
راویز، کوهستانی سرسبز است که در آن سنگ‌ها و معدن‌های بسیار با ارزشی یافت می‌شود. این دهستان در ۷۲ کیلومتری شمال غربی شهرستان رفسنجان واقع شده‌است و آب و هوای کوهستانی دارد. زمستانهای سرد و تابستان‌های معتدل دارد و پیشه مردم آن کشاورزی و دامداری می‌باشد. محصول اصلی کشاورزی منطقه بادام و گردو می‌باشد که با توجه به خشکسالی طولانی مدتی که گریبانگیر این ناحیه شده‌است خسارات جبران ناپذیری به بخش کشاورزی این کوهستان وارد آمده‌است. باتوجه به آثار باستانی یافت شده قدمت این منطقه دوران ساسانی برمیگردد و دین مردم زرتشتی بوده‌است. حمام باستانی حفر شده در داخل کوه و قبرستان تاریخی راویز از آثار تاریخی آن محسوب می‌شوند که حمام مذکور تا سالیان نه چندان دور کاربری داشته‌است.
این دهستان تا سال ۱۳۵۸ متعلق به شهرستان شهربابک بود که در همین سال به شهرستان رفسنجان ملحق کردید.